# Peugeot XL
Il Peugeot XL era un motore a scoppio prodotto dal 1969 al 1986 dalla Casa automobilistica francese Peugeot.

## Caratteristiche e versioni

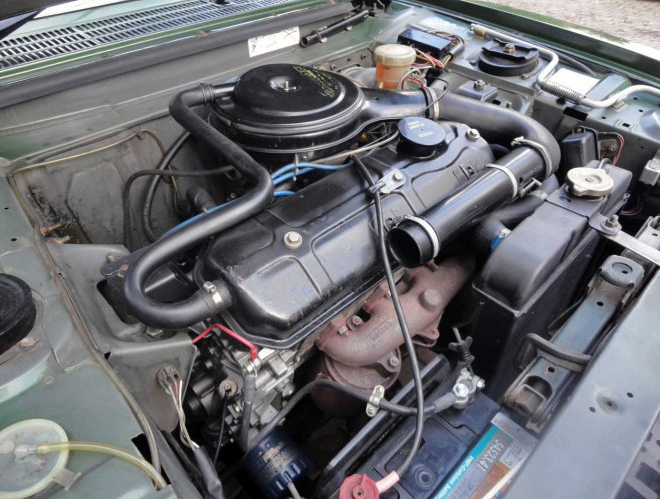
Il motore XL3, in un 304 Break (1976)

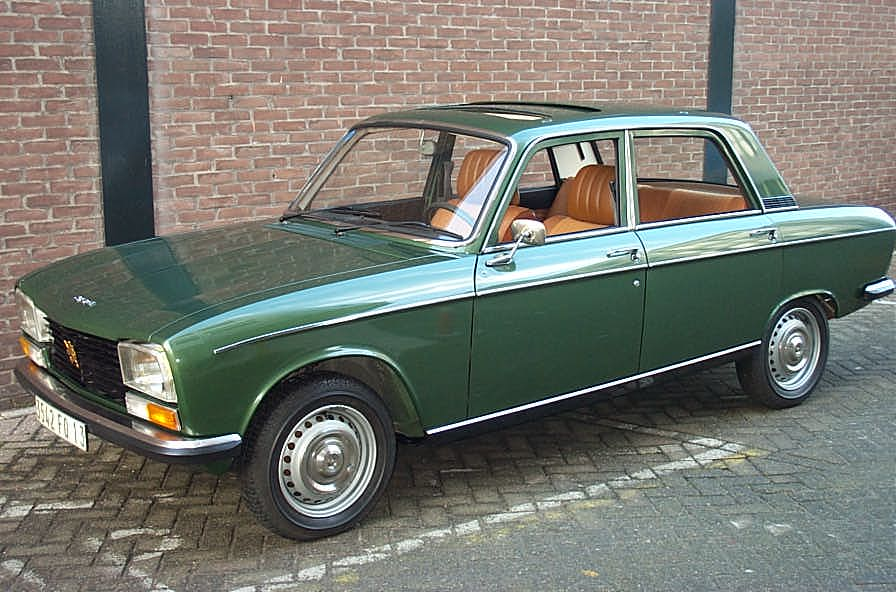
Peugeot 304 S (berlina)

Si tratta di un motore da 1,3 litri introdotto per equipaggiare la nuova berlina media della Casa francese, ossia la Peugeot 304. Tale motore presentava le seguenti caratteristiche generali:
- architettura a 4 cilindri in linea;
- testata a due valvole per cilindro;
- distribuzione a un albero a camme in testa;
- alimentazione a carburatore;
- rapporto di compressione pari a 8,8:1;
- cambio posto sotto il monoblocco; il gruppo ha un basamento comune ed è lubrificato dallo stesso olio.

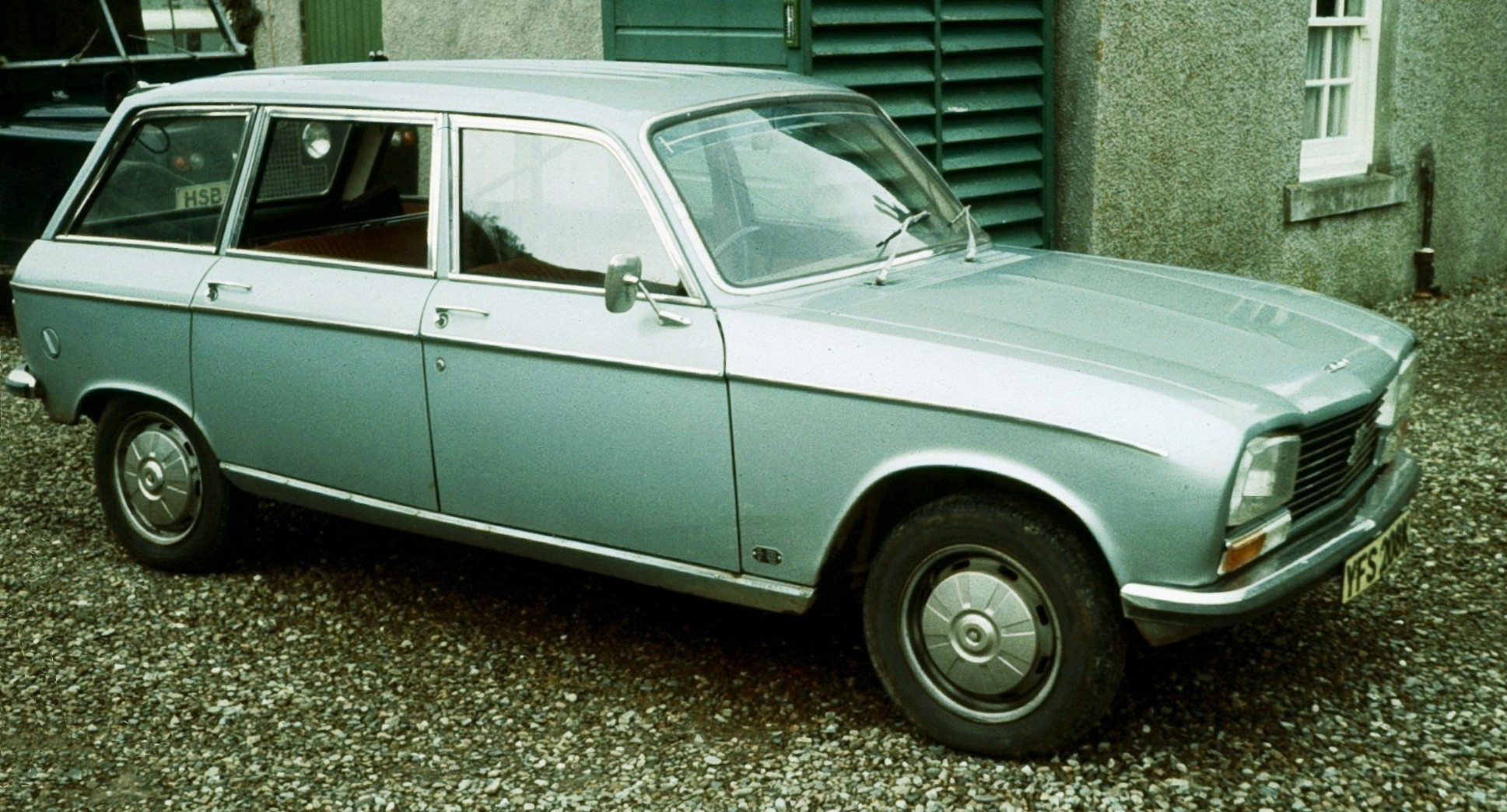

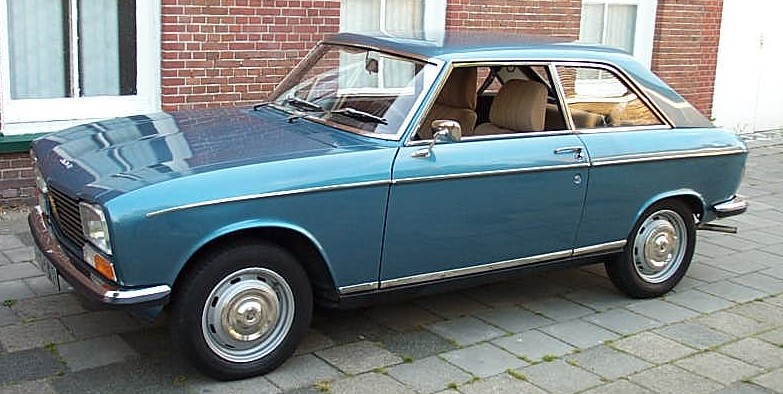

Benché abbia mantenuto tali caratteristiche, tale motore è stato prodotto in quattro versioni, riportate nella seguente tabella:
| Variante | Alesaggio e corsa | Cilindrata cm³ | Carburatore                | Potenza CV/rpm | Coppia Nm/rpm | Applicazioni                   | Anni di produzione |
| -------- | ----------------- | -------------- | -------------------------- | -------------- | ------------- | ------------------------------ | ------------------ |
| XL3      | 76x71             | 1288           | Monocorpo Solex 32PBISA/3  | 65/6100        | 100/3750      | Peugeot 304 base               | 1969-76            |
| XL3      | 76x71             | 1288           | Monocorpo Solex 32PBISA/3  | 65/6100        | 100/3750      | Peugeot 304 Break              | 1970-76            |
| XL3      | 76x71             | 1288           | Monocorpo Solex 32PBISA/3  | 65/6100        | 100/3750      | Peugeot 304 Coupé              | 1970-76            |
| XL3      | 76x71             | 1288           | Monocorpo Solex 32PBISA/3  | 65/6100        | 100/3750      | Peugeot 304 Cabriolet          | 1970-76            |
| XL3S     | 76x71             | 1288           | Doppio corpo Solex 35EEISA | 74,5/6000      | 109/4500      | Peugeot 304 S                  | 1972-76            |
| XL3S     | 76x71             | 1288           | Doppio corpo Solex 35EEISA | 74,5/6000      | 109/4500      | Peugeot 304 Coupé S            | 1972-76            |
| XL3S     | 76x71             | 1288           | Doppio corpo Solex 35EEISA | 74,5/6000      | 109/4500      | Peugeot 304 Cabriolet S        | 1972-76            |
| XL5      | 78x67,5           | 1290           | Monocorpo Solex 32PBISA/5  | 65/6000        | 94/3750       | Peugeot 304 GL/SL              | 1976-79            |
| XL5      | 78x67,5           | 1290           | Monocorpo Solex 32PBISA/5  | 65/6000        | 94/3750       | Peugeot 304 Break              | 1976-80            |
| XL5      | 78x67,5           | 1290           | Monocorpo Solex 32PBISA/5  | 65/6000        | 94/3750       | Peugeot 304 Fourgonette        | 1978-80            |
| XL5      | 78x67,5           | 1290           | Monocorpo Solex 32PBISA/5  | 65/6000        | 94/3750       | Peugeot 305 base/GL 1.3/GR 1.3 | 1978-86            |
| XL5S     | 78x67,5           | 1290           | Doppio corpo Solex 35EEISA | 74,5/6200      | 109/3750      | Peugeot 304 SLS                | 1976-78            |